# Јиржи Велш
Јиржи Велш (чеш. Jiří Welsch; Пардубице, 27. јануар 1980) је бивши чешки кошаркаш. Играо је на позицијама бека и крила.

## Успеси

### Клупски
- Унион Олимпија:
  - Првенство Словеније (1): 2000/01.
  - Куп Словеније (2): 2001, 2002.
  - Јадранска лига (1): 2001/02.

- Нимбурк:
  - Првенство Чешке (5): 2012/13, 2013/14, 2014/15, 2015/16, 2016/17.
  - Куп Чешке (2): 2013, 2014, 2017.

### Појединачни
- Најкориснији играч Купа Словеније (1): 2002.